# کراسنویارسک ۳۸۰۴۶
سیارک ۳۸۰۴۶ (به انگلیسی: 38046 Krasnoyarsk، نامگذاری:1998SW144) سی و هشت هزار و چهل و ششمین سیارک کشف شده‌است که در ۲۰ سپتامبر ۱۹۹۸ کشف شد.